# کریستیان راود
کریستیان راود (استونیایی: Kristjan Raud; ۲۲ اکتبر ۱۸۶۵ – ۱۹ مهٔ ۱۹۴۳) یک نقاش و تصویرگر اهل استونی بود.
وی در سال ۱۸۹۲ به سن پترزبورگ مهاجرت کرده و به مدت چهار سال در آکادمی سلطنتی هنرها سن پترزبورگ به تحصیل پرداخت، سپس به کشورهای آلمان و لهستان رفت، راود در آکادمی هنرهای زیبا مونیخ یادگیری نقاشی را ادامه داد و سپس به تارتو بازگشت و یک مدرسه برای هنرمندان جوان تأسیس کرد و به تدریس پرداخت.
راود که از تأسیس کنندگان موزه ملی استونی بوده در سبک بدوی‌گرایی نقاشی می‌کرده‌است، پل راود برادر دوقلو وی نیز از نقاشان کشور استونی بوده‌است.

## نگارخانه

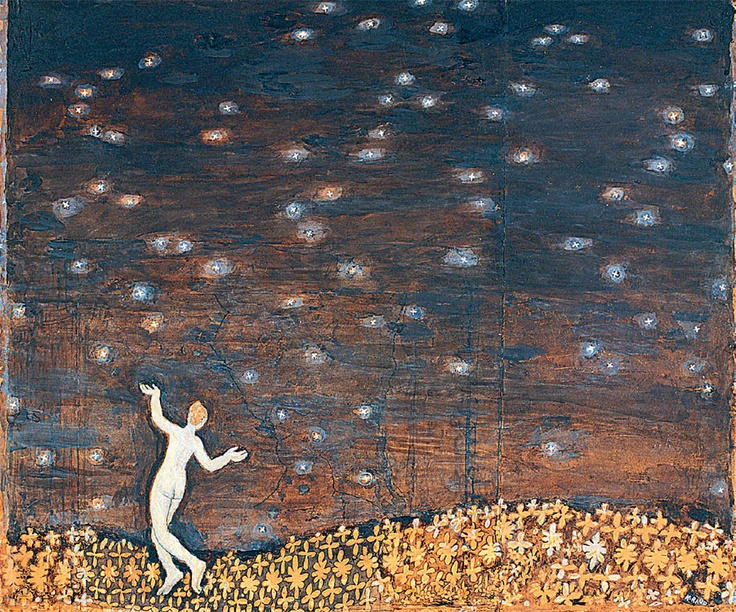
Under the Stars
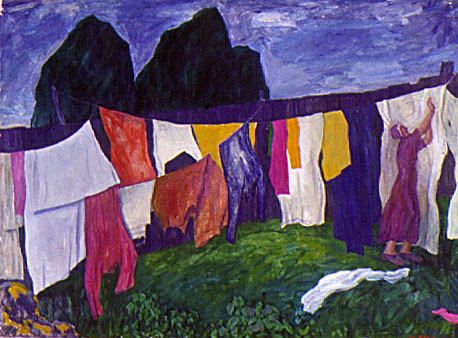
Laundry
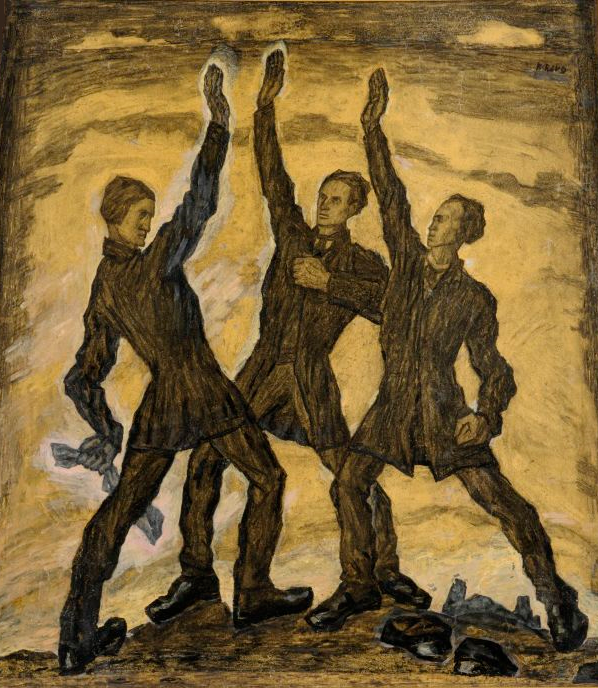
The Oath
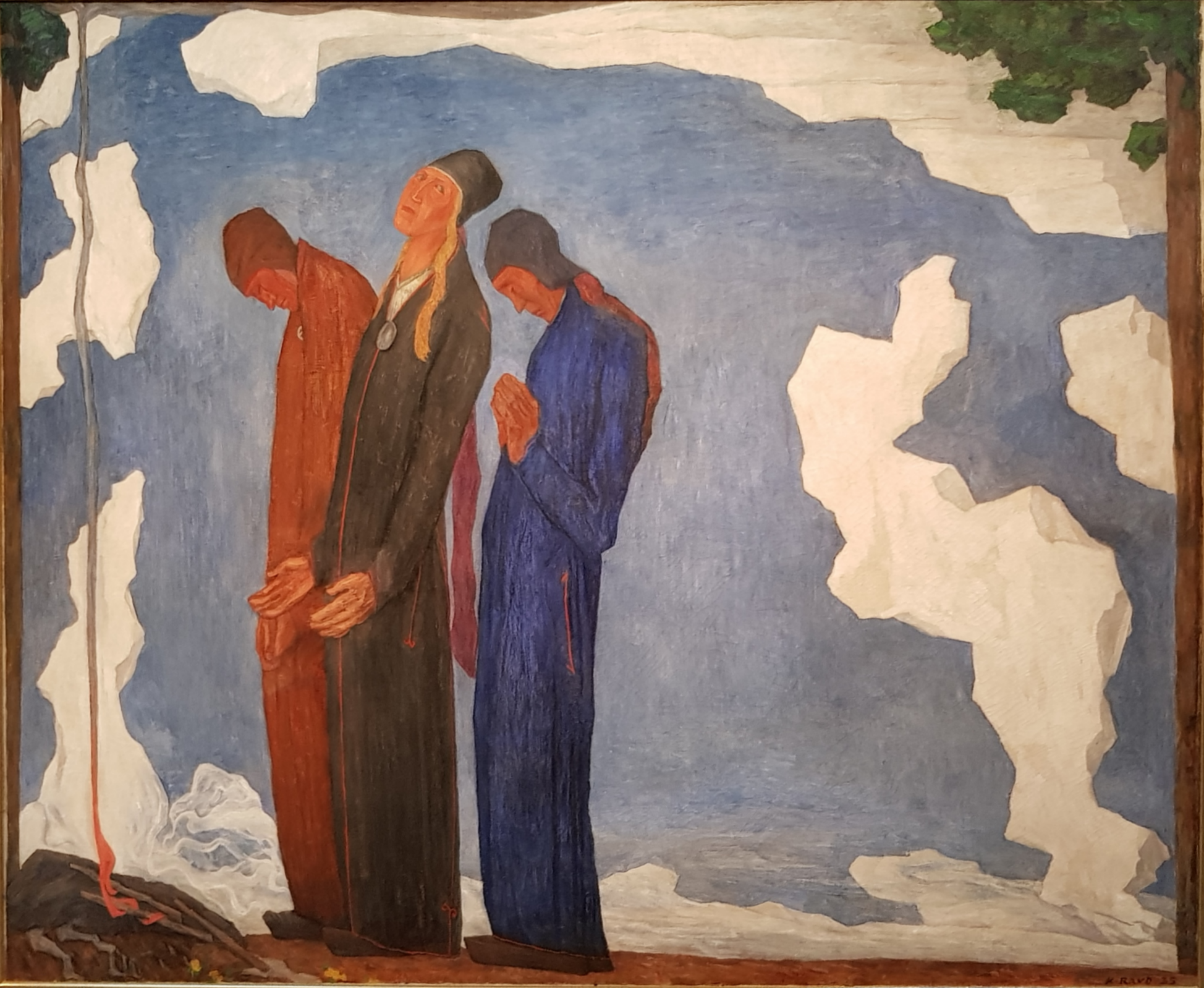
Martyr (or, Victim)